# Catalpeae
Catalpeae, biljni tribus iz porodice katalpovki. Sastoji se od 2 roda sa 10 vrsta iz Azije i Amerike.

## Etimologija
Tribus je dobio ime po tipičnom rodu Catalpa.

## Opis
Drveće. 

## Rodovi
1. Catalpa Scop. (9 spp.)
2. Chilopsis D.Don (1 sp.)

## Vanjske poveznice
- Catalpeae Stock Photos and Images